# Saadjärv
El lago Saadjärv (estonio: Saadjärv) es un lago de Estonia situado en la mitad este del país, en el condado de Tartu. 58°32′N 26°40′E / 58.533, 26.667. 
Posee un área de 7,08 km². Y está situado a una altitud de 53,4 metros sobre el nivel del mar.
Su longitud máxima es de 6 km y su mayor anchura llega a 1,8 km.